# Augusto Napoleone Berlese
Pour les articles homonymes, voir Berlese.
Augusto Napoleone Berlese , né le 21 octobre 1864 à Padoue, et mort le 26 janvier 1903 à Milan, est un botaniste et mycologue italien.

## Biographie
Il est le frère de l'entomologiste Antonio de Berlese 1863-1927, avec qui il fonde la revue Rivista di patologia vegetale en 1892
Il étudie les sciences naturelles à l'Université de Padoue, où après avoir obtenu son diplôme, il travaille pendant plusieurs années comme assistant botanique (1885-1889). Plus tard, il enseigne à l'école de viticulture d'Avellino (à partir de 1892), puis à l'université de Camerino (à partir de 1895) et de Sassari (à partir de 1899). En 1901, il est nommé professeur de phytopathologie à l'école d'agriculture de Milan
Le genre mycologique Berlesiella (famille des Herpotrichiellaceae) est nommé en son honneur par Pier Andrea Saccardo,

## Œuvres sélectionnées
Il est l'auteur de la série en plusieurs volumes Icones Fungorum (1890-1905).  Il a également fait d'importantes contributions à Sylloge Fungorum de Saccardo. Voici quelques-unes de ses autres œuvres remarquables :
- Monografia dei generi Pleospora, Clathrospora e Pyrenophora, 1888 – Monographie sur les genres Pleospora, Clathrospora et Pyrenophora.
- Micromycetes Tridentini : contribuzione allo studio dei funghi microscopici del Trentino (avec Giacomo Bresadola, 1889) – "Micromycetes Trente"; une contribution à l'étude des champignons microscopiques du Trentin.
- Fungi moricolae. Iconografia e descrizione dei funghi parassiti dei gelso, 1889 – Fungi moricolae. Iconographie et description des champignons parasites du  mûrier.
- Je parasiti vegetali delle piante coltivate o utili, 1894 – Parasites végétaux des plantes cultivées ou utiles[6].